# Valekärr
Valekärr är en sjö i Ale kommun i Västergötland och ingår i Göta älvs huvudavrinningsområde. Sjön ligger i vildmarksområdet Risveden.